# Notobubon laevigatum
Notobubon laevigatum är en växtart i släktet Notobubon och familjen flockblommiga växter.
Arten är en liten buske som växer i Sydafrika, Lesotho och Swaziland. Den beskrevs av William Aiton som Bubon laevigatum och fick sitt nu gällande namn av Anthony R. Magee.